# Kerivoula africana
Kerivoula africana é uma espécie de morcego da família Vespertilionidae. Endêmica da Tanzânia.